# 구마모토 현립 세이세이코 고등학교
구마모토 현립 세이세이코 고등학교(熊本県立済々黌高等学校)는 일본 구마모토현 구마모토시 주오구에 있는 1879년에 설립된 현립 고등학교다.